# Lubrza (gmina, Opole)
Pour les articles homonymes, voir Lubrza.
Lubrza est une gmina rurale du powiat de Prudnik, Opole, dans le sud-ouest de la Pologne, à la frontière avec la République tchèque. Son siège est le village de Lubrza, qui se situe environ 4 km à l'est de Prudnik et 43 km au sud-ouest de la capitale régionale Opole.
La gmina couvre une superficie de 83,15 km2 pour une population de 4 472 habitants.

## Géographie
La gmina inclut les villages de Dobroszowice, Dytmarów, Jasiona, Krzyżkowice, Laskowice, Lubrza, Nowy Browiniec, Olszynka, Prężynka, Skrzypiec, Słoków et Trzebina.
La gmina borde les gminy de Biała, Głogówek et Prudnik. Elle est également frontalière de la République tchèque.